# Schottenbergtunnel

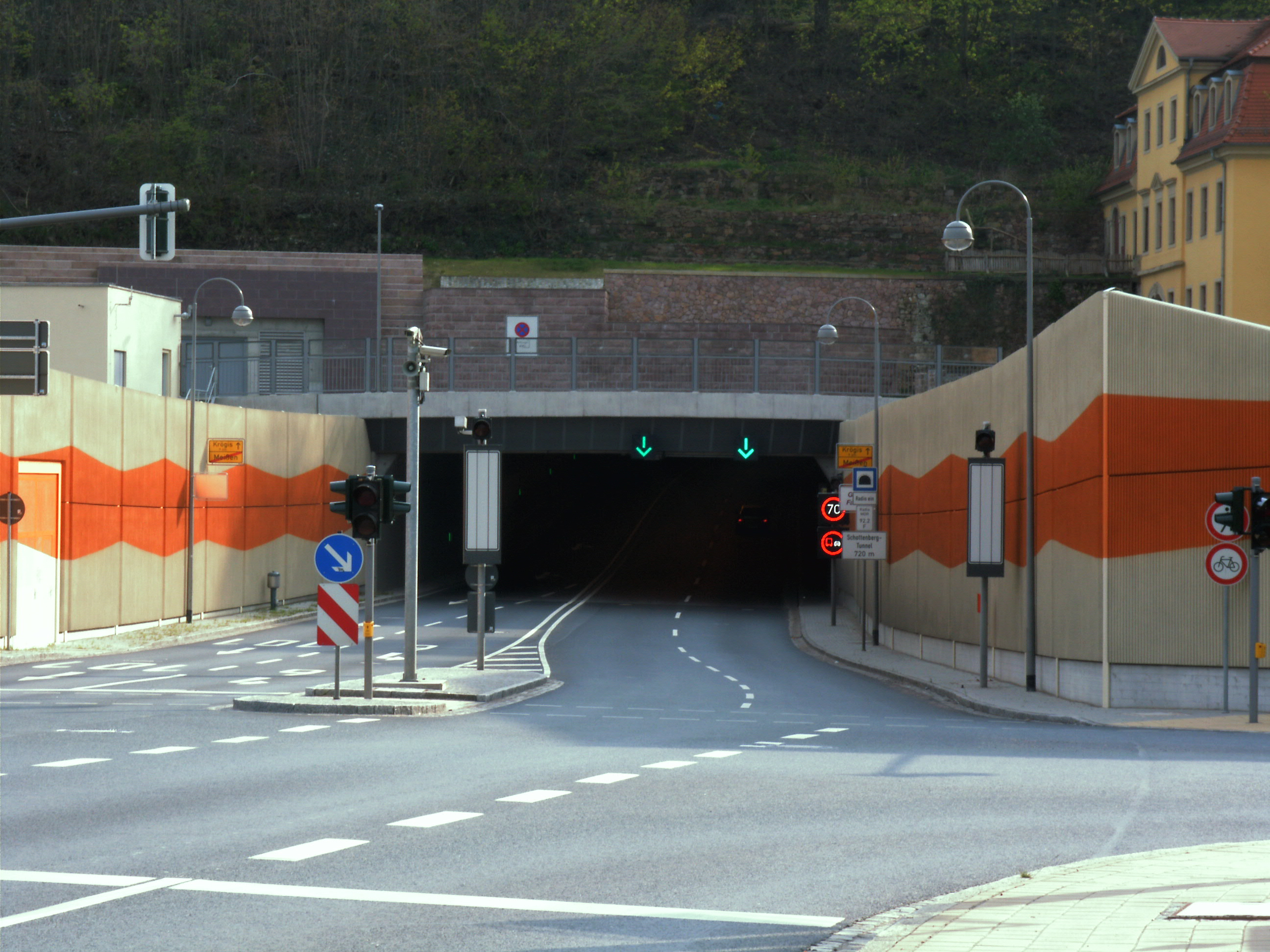
Elbseitige Einfahrt des Schottenbergtunnels.

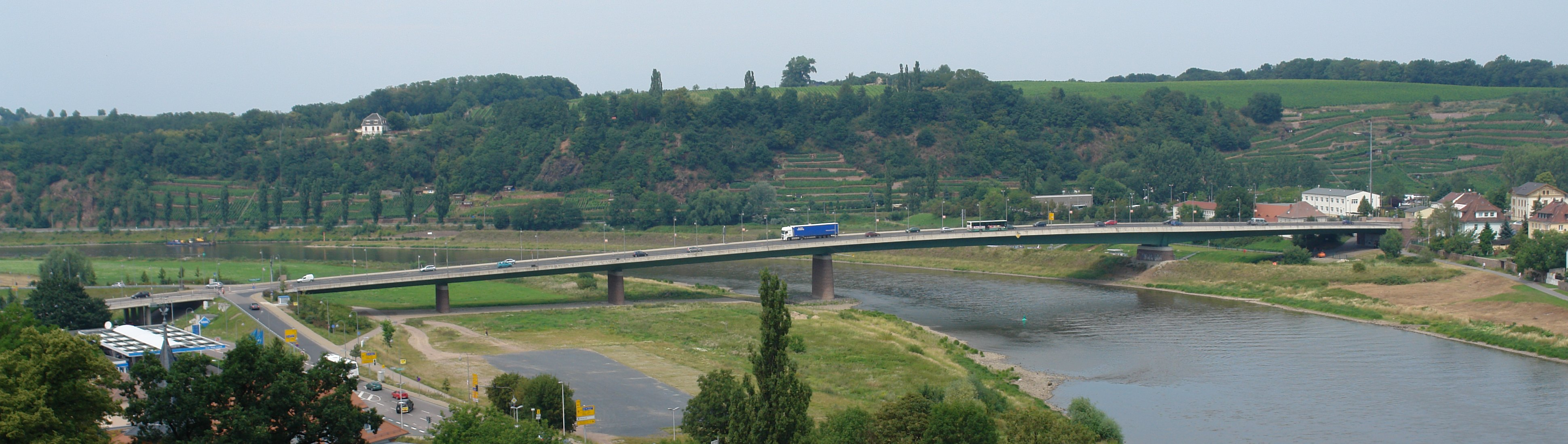
Die Elbtalbrücke von der Albrechtsburg aus. Von links kommen die Fahrzeuge aus dem Schottenbergtunnel.

Der Schottenbergtunnel (auch Karin-Tunnel) in Meißen ist mit einer Neigung von 5 % Deutschlands steilster Tunnel. Der Gegenverkehrstunnel ist Bestandteil der neuen Bundesstraße 101 (Kilometer 170) und entlastet die Straßen in der Meißner Altstadt erheblich. Der Autoverkehr wird, aus Richtung Nossen kommend, nach dem Tunnel über die Elbtalbrücke geführt.

## Bauwerk und Abmessungen
Der Tunnel wurde vom 13. Juli 2004 bis zum 16. Mai 2007 (Freigabe des Tunnels für den öffentlichen Verkehr) gebaut. Die Baukosten betrugen 35 Millionen Euro.

### Haupt- und Rettungstunnel

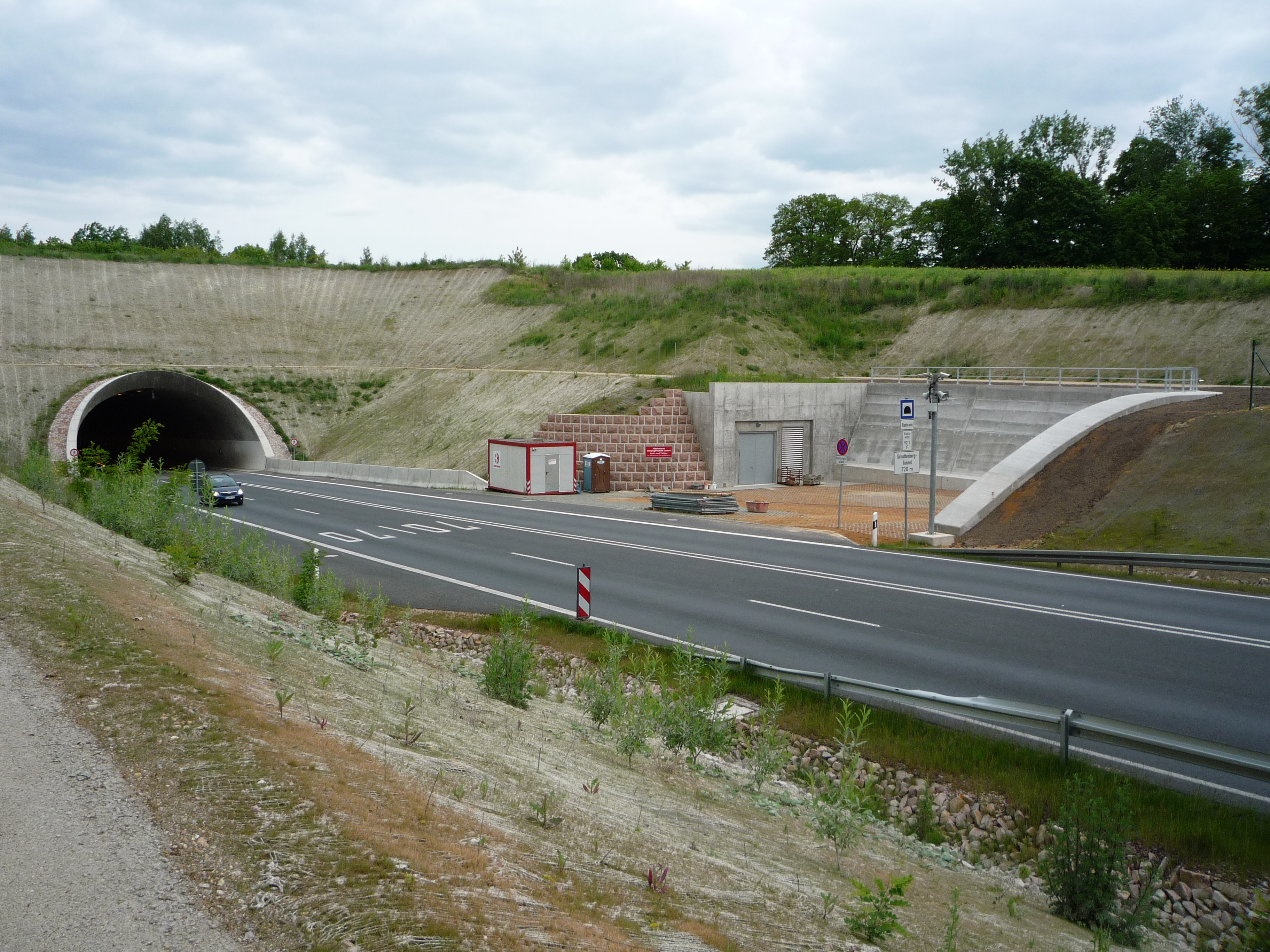
Das westliche Tunnelportal mit dem Rettungsplatz, auf der rechten Seite der Ausgang des Rettungstunnels

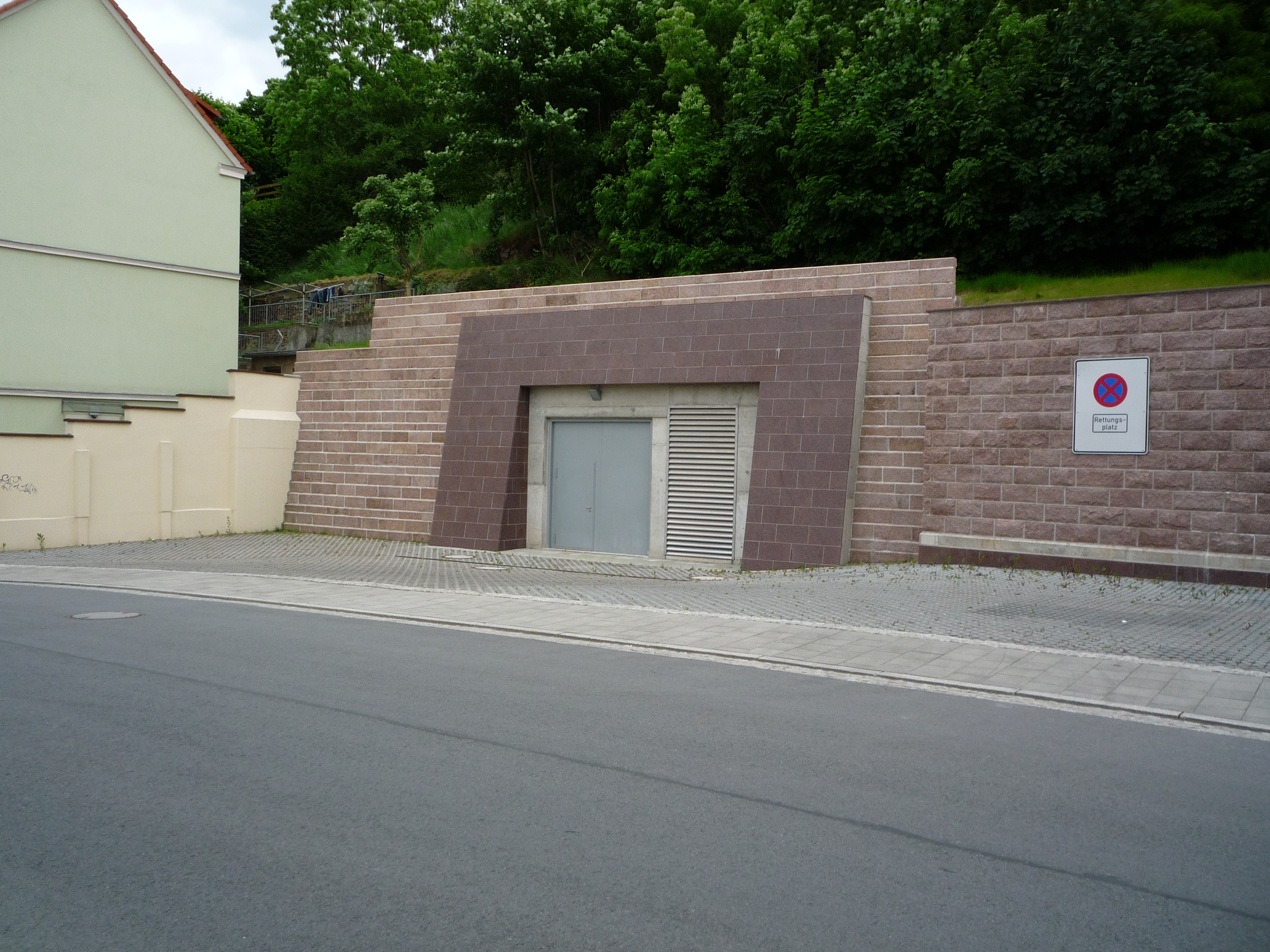
Elbseitiger Ausgang des Rettungstunnels, rechts davor liegt der dazugehörige Rettungsplatz

Die ovale Hauptröhre (13,50 m × 4,50 m), die den eigentlichen Verkehr aufnimmt, ist 718,80 Meter lang. Der unmittelbar daneben (25 m) befindliche kleinere Rettungstunnel (oval 2,80 m × 3,10 m) ist 770 Meter lang. Der Rettungsstollen endet am Westportal an einem Rettungsplatz neben der B 101.
Die Hauptröhre besteht aus drei Fahrspuren, eine in Richtung Großenhain und zwei nach Nossen. Damit hat der Haupttunnel eine Fahrbahnbreite von insgesamt 11,5 Metern und an beiden Seiten einen jeweils einen Meter breiten Notgehweg, unter dem die Leerrohre für die Elektroversorgung des Tunnels verlaufen.
Zur Entwässerung dienen am tieferliegenden Fahrbahnrand an beiden Seiten eine Schlitzrinne mit Einlaufschächten, das Wasser läuft über Querleitungen in die unter der Fahrbahn im Tunnel liegende Hauptentwässerungsleitung.

### Betoninnenschale
Zur Abdichtung des Schottenbergtunnels wurde eine sogenannte Regenschirmabdichtung gegen das Gebirgswasser eingebaut. Die Röhren wurden Vlies-hinterlegt und mit einer 2 mm starken PE-Folie abgedichtet. Das bewehrte Tunnelinnengewölbe wurde in Blöcken mit je 10 Metern Länge gegen diese Abdichtung des Tunnels betoniert. Die Tunnelblöcke enthielten schon vor dem Einsetzen alle Nischen, Öffnungen und Leerrohre, um die Teile leichter einzusetzen. Die Betoninnenschale wurde mit einem hydraulisch beweglichen Schalwagen hergestellt.

### Betriebs- und Sicherheitseinrichtungen
Um sämtliche notwendige Anlagen für das Betreiben des Tunnels und der Bedienräume unterzubringen, wurde am Ostportal an der Elbseite eine Betriebszentrale vor der Stützmauer der Leipziger Straße gebaut. Von dort aus wird der gesamte Betrieb des Schottenbergtunnels automatisch überwacht und über ein digitales Leittechniksystem ferngesteuert. Für alle Betriebsvorgänge installierte man selbstversorgende Vor-Ort-Steuerungen.
Auch die für die Sicherheit benötigten Einrichtungen, wie Notrufnischen mit Feuerlöschern und Notruftelefonen, Hydranten, Videoüberwachung, Brandnotleuchten, Verkehrsleit- und Verkehrslenkungsanlage und Verkehrsdatenerfassung werden hier in der Zentrale zusammengeführt.
Für die Beleuchtung der Einfahrtsportale des Tunnels sorgt eine achtstufige Adaptionsbeleuchtung, die an den Hell-Dunkel-Übergang beim Einfahren angepasst ist. Außerdem gibt es eine Längslüftung mit zwölf Strahlventilatoren. Diese sind an der Tunnelfirste aufgehängt und der natürlichen Windrichtung im Tunnel entsprechend umkehrbar.
Alle weiteren erforderlichen Betriebseinrichtungen entstanden auch am Bereich des Ostportals: Löschwasserbecken, Sickerrigole, Regenrückhaltebecken und ein Schadstoffrückhaltebecken. Außerdem wurden im Tunnel sechs begehbare Notrufkabinen mit Feuerlöscher, Feuermelder und Notruftelefon installiert. In jedem Querschlag zwischen Haupt- und Nebenröhre befindet sich eine solche Notrufeinrichtung. In den Portalbereichen steht jeweils eine Notrufsäule. Im Tunnel wurde eine Durchsageanlage mit insgesamt 25 Lautsprechergruppen installiert, außerdem gibt es eine Funkanlage für die Rettungskräfte im Einsatzstellen- und Leitstellenfunk.
Für den Fall eines Brandes im Schottenbergtunnel wurde eine automatische Linien-Brandmeldeeinrichtung eingebaut. Dazu gibt es eine Brandnotbeleuchtung mit Fluchtweghinweisleuchten mit Pfeilsymbolen und Entfernungsangaben zum nächstgelegenen Notausgang oder Portal. Zum Zweck der Verkehrsbeobachtungen gibt es im Tunnel etwa 50 Kameras.
Für die Brandbekämpfung und technische Hilfeleistung im Tunnel ist die Freiwillige Feuerwehr Meißen zuständig, die ein eigens hierfür entwickeltes Fahrzeug vorhält.

## Geologisches
Bei den Arbeiten im Meißner Schottenberg stieß man auf Granit, Rhyolith, Lockergestein und limnisch-fluviatile Kiesablagerungen. Beim Bau des Tunnels gab es größere Probleme mit den verschiedenen Arten der Gesteine, durch die der Tunnel verläuft.
Der Schottenbergtunnel verläuft überwiegend durch magmatische Festgesteine, die zur Struktureinheit des Meißner Plutons gehören. Die härtesten und unverwitterten Bereiche mussten auf den ersten 250 Metern vom Ostportal aus mit Hilfe von Sprengstoff durchquert werden. Der weitere Vortrieb bis Tunnelmeter 330 im Haupttunnel bzw. Tunnelmeter 380 im Rettungsstollen verlief durch ein sehr ausgeprägtes Störungssystem, in dem zum Teil sehr schlechte Gebirgseigenschaften anzutreffen waren. Nur durch Tunnelbagger und mit zahlreichen Sicherungs- und Stützmitteln konnte der bergmännische Vortrieb in diesem Gebiet weitergeführt werden.
Im letzten Streckenabschnitt des Tunnels ab dem Tunnelmeter 550 kam in beiden Tunnelröhren der geologisch anspruchsvollste Bereich des Berges. Durch das fast vollständig vertonte Gestein und ab Tunnelmeter 600 im Haupttunnel bzw. Tunnelmeter 675 im Rettungsstollen Sande und Kiese wurde der Vortrieb zum Ende erschwert, hier mussten aufwendige Sicherungs- und Stützmittel und Tunnelbagger eingesetzt werden.

## Beiname
Der Beiname „Karin-Tunnel“ wurde vergeben, als Tunnelpatin Karin Strempel (Sächsische Landtagsabgeordnete) zur Eröffnung des Baues am 13. Juli 2004 mit einer Sprengung den symbolischen Tunnelanschlag vollzog. Es gab erhebliche Befürchtungen, dass die 200 Meter entfernte Albrechtsburg und der Meißner Dom (erbaut 1260 bis 1410) in Mitleidenschaft gezogen werden könnten. Die Befürchtungen stellten sich im Nachhinein als unbegründet heraus.

## Schwarzlicht-Blitzer
Zirka 50 Meter vor dem nordöstlichen (unteren) Ausgang befindet sich ein Schwarzlicht-Blitzer. Dieser sorgte einige Wochen nach der Freigabe des Tunnels für heftige Diskussionen, ob Erfassungsgeräte ohne sichtbaren Blitz vorrangig zur Erhöhung der Bußgeldeinnahmen und nicht zur erzieherischen Wirkung auf die Verkehrsteilnehmer eingesetzt würden.